# Список екорегіонів Казахстану
Нижче наведено список екорегіонів Казахстану, визначених Всесвітнім фондом природи (WWF).

## Хвойні ліси помірної зони
- Алтайський гірський ліс та лісостеп
- Тянь-Шанський гірський хвойний ліс

## Помірні луки, савани і чагарники
- Алтайський степ і напівпустеля
- Степ Емельської долини
- Казахський лісостеп
- Казахський степ
- Казахський дрібносопковик
- Понтійсько-каспійський степ
- Сухий степ передгір'їв Тянь-Шаню

## Гірські луки та чагарники
- Алтайські луки та тундра

## Пустелі і склерофітні чагарники
- Пустеля Каспійської низовини
- Північно-Центральноазійська пустеля
- Центральноазійські прибережні рідколісся
- Центральноазійська південна пустеля
- Напівпустелі Джунгарського басейну
- Казахська напівпустеля